# نحلاوات
النحلاوات (الاسم العلمي: Apinae)، فُصيلة حشرات من غشائيات الأجنحة وفصيلة النحلية. وهي تشمل نحل كوربيكولا، ونحل العسل ونحل ضئيل الإبرة ونحل السحلب، والجنس المنقرض (Euglossopteryx). ويشمل أيضا جميع المجموعات باستثناء (نحل الوقواق ونحليات الخشب) التي كانت مصنفة في السابق في النحلية.